# Edmund Ernest-Kosmowski
Edmund Apolinary Ernest-Kosmowski (fr. Edmond Ernest-Kosmowski) (ur. 23 lipca 1900 w Warszawie, zm. 10 marca 1985 w Equemauville) – polski malarz tworzący od 1945 we Francji.

## Życiorys
Urodził się 23 lipca 1900 w Warszawie, w rodzinie Stanisława i Heleny z Tyfczyńskich. W latach 1913–1914 był członkiem skautingu (harcerstwa). Będąc skautem trafił do Legionów Polskich. Od 1 września 1915 do 4 listopada 1916 służył w 5 Pułku Piechoty Legionów. Jego udział w działaniach zbrojnych nie jest znany. Od 1 listopada 1918 do czerwca 1919 brał udział w rozbrajaniu wojsk okupacyjnych. W latach 1920–1922 ochotniczo służył w Wojsku Polskim. W późniejszym wieku studiował prawo na Uniwersytecie Warszawskim równolegle uczęszczając do Szkoły Sztuk Pięknych. W latach 1927–1929 był prezesem Bratniej Pomocy Studentów ASP. Członek-założyciel i członek zarządu Związku Pionierów Kolonialnych Po ukończeniu obu uczelni zajął się malarstwem, tworzył pejzaże i portrety.
Po II wojnie światowej nie powrócił do ojczyzny, osiadł we Francji. Kontynuował malarstwo, brał udział w licznych wystawach. W 1960 przeniósł się do Honfleur, gdzie powstała seria obrazów o tematyce dziecięcej tworzona w technice naśladującej impresjonistów. Po 1965 często wystawiał swoje dzieła w galeriach w Stanach Zjednoczonych.
Od 1 września 1923 był mężem Haliny Feliksy Kmiećkowiak.
Zmarł w Equemauville w wielu 84 lat.